# Hewanorras internationella flygplats
Hewanorra International Airport är en flygplats i Saint Lucia. Den ligger i kvarteret Vieux-Fort, i den södra delen av landet. Hewanorra International Airport ligger 4 meter över havet. Den ligger på ön Saint Lucia.
Havet är nära Hewanorra International Airport söderut. Närmaste större samhälle är Vieux Fort, 1,9 km söder om Hewanorra International Airport. 